# Mellisuga
Mellisuga Brisson, 1760 è un genere di uccelli della famiglia Trochilidae, diffusi nell'arcipelago delle Grandi Antille.
Il genere comprende le due specie di uccello più piccole esistenti in natura, infatti Mellisuga minima, come il suo epiteto specifico testimonia, è stato considerato per quasi 150 anni come il più piccolo uccello conosciuto, fino a quando nel 1892 il titolo non passò a Mellisuga helenae.

## Tassonomia
Comprende le seguenti specie:
- Mellisuga minima (Linnaeus, 1758) - colibrì di Vervain, colibrì verbena
- Mellisuga helenae (Lembeye, 1850) - colibrì ape, colibrì di Elena